# Campeonato Capixaba de Futebol da Segunda Divisão de 2012
O Campeonato Capixaba de Futebol da segunda divisão de 2012  começou em 24 de março e reuniu sete equipes. A equipe campeã do campeonato e a equipe vice-campeã, garantiram vaga no Capixabão de 2013. Desportiva e Estrela do Norte garantiram a ascensão à primeira divisão do futebol capixaba.

## Participantes
- Castelo (Castelo)
- Desportiva (Cariacica)
- Estrela do Norte (Cachoeiro do Itapemirim)
- ESSE (Marilândia)
- GEL (Serra)
- Tupy (Vila Velha)
- Vilavelhense (Vila Velha)[3]

## Classificação
| 1 | Estrela do Norte | 24 | 12 | 7 | 3 | 2 | 20 | 12 | +8  |
| 2 | Desportiva       | 23 | 12 | 6 | 5 | 1 | 22 | 8  | +14 |
| 3 | Tupy             | 15 | 12 | 3 | 6 | 3 | 15 | 12 | +3  |
| 4 | Vilavelhense     | 13 | 12 | 4 | 1 | 7 | 16 | 23 | -7  |
| 5 | Castelo          | 10 | 12 | 6 | 1 | 5 | 17 | 14 | +3  |
| 6 | GEL              | 9  | 12 | 4 | 3 | 5 | 15 | 18 | -3  |
| 7 | ESSE             | 7  | 12 | 2 | 1 | 9 | 13 | 31 | -18 |

Escalações irrgulares causaram perda da:
- 6 pontos para o GEL
- 9 pontos para o Castelo

## Fase Final
|  | Semifinais             | Semifinais             | Semifinais | Semifinais |   |                  | Final | Final | Final | Final |
|  |                        |                        |            |            |   |                  |       |       |       |       |
|  | Vilavelhense           | 0                      | 3          | 3          |   |                  |       |       |       |       |
|  | Estrela do Norte       | 1                      | 2          | 3          |   |                  |       |       |       |       |
|  | Estrela do Norte       | 1                      | 2          | 3          |   | Estrela do Norte | 1     | 1     | 2     |       |
|  |                        |                        |            |            |   | Estrela do Norte | 1     | 1     | 2     |       |
|  |                        | Desportiva Ferroviária | 2          | 1          | 3 |                  |       |       |       |       |
|  | Tupy                   | Desportiva Ferroviária | 2          | 1          | 3 | 1                | 0     | 1     |       |       |
|  | Tupy                   |                        |            |            |   | 1                | 0     | 1     |       |       |
|  | Desportiva Ferroviária | 2                      | 2          | 4          |   |                  |       |       |       |       |

| Campeonato Capixaba 2012 - Série B         |
| ------------------------------------------ |
| Despotiva Ferroviária                      |
| DESPORTIVA FERROVIÁRIA Campeão (2º título) |